# Князе-Волконське сільське поселення
Кня́зе-Волко́нське сільське поселення (рос. Князе-Волконское сельское поселение) — сільське поселення у складі Хабаровського району Хабаровського краю Росії.
Адміністративний центр — село Князе-Волконське.

## Населення
Населення сільського поселення становить 10703 особи (2019; 9975 у 2010, 10028 у 2002).

## Склад
До складу сільського поселення входять:
| Населений пункт        | Населення, осіб (2002) | Населення, осіб (2010) |
| ---------------------- | ---------------------- | ---------------------- |
| Благодатне, село       | 822                    | 820                    |
| Князе-Волконське, село | 9206                   | 9155                   |